# جان بی. کندریک
جان بی. کندریک (به انگلیسی: John B. Kendrick) سناتور سابق عضو حزب دموکرات ایالات متحده آمریکا بود. وی در سال ۱۹۱۷ تا ۱۹۳۳ میلادی سناتور ایالت وایومینگ در سنای ایالات متحده آمریکا بود.